# František Králík (politik)
František Králík (11. května 1890 Tehovec – 4. ledna 1933 Praha) byl československý politik a meziválečný poslanec Národního shromáždění za Republikánskou stranu zemědělského a malorolnického lidu (agrárníky).

## Biografie
Podle údajů k roku 1925 byl profesí úředníkem v Užhorodu.
V parlamentních volbách v roce 1925 získal mandát v Národním shromáždění.